# Puchar Europy w narciarstwie alpejskim kobiet 2023/2024
Puchar Europy w narciarstwie alpejskim kobiet w sezonie 2023/2024 – 53. edycja tego cyklu. Pierwsze zawody odbyły się 6 grudnia 2023 r. w szwajcarskim Zinal, natomiast ostatnie rozegrano 22 marca 2024 r. w norweskim Kvitfjell.
Tytułów w poszczególnych klasyfikacjach broniły:
- generalna:  Nadine Fest
- zjazd:  Nadine Fest
- supergigant:  Michaela Heider
- gigant:  Hilma Lövblom
- slalom:  Moa Boström Müssener

## Podium zawodów
| Lp. | Data             | Miejscowość            | Konkurencja | 1. miejsce            | 2. miejsce            | 3. miejsce           |
| --- | ---------------- | ---------------------- | ----------- | --------------------- | --------------------- | -------------------- |
|     | 5 grudnia 2023   | Zinal                  | Gigant      | Odwołano              | Odwołano              | Odwołano             |
| 1.  | 6 grudnia 2023   | Zinal                  | Gigant      | Nina Astner           | Stefanie Grob         | Janine Schmitt       |
| 2.  | 9 grudnia 2023   | Mayrhofen              | Gigant      | Liv Ceder             | Lara Della Mea        | Marie Lamure         |
| 3.  | 10 grudnia 2023  | Mayrhofen              | Slalom      | Lara Della Mea        | Martina Peterlini     | Nicole Good          |
| 4.  | 12 grudnia 2023  | Sankt Moritz           | Supergigant | Lisa Grill            | Valérie Grenier       | Tricia Mangan        |
|     | 13 grudnia 2023  | Sankt Moritz           | Supergigant | Odwołano              | Odwołano              | Odwołano             |
| 5.  | 15 grudnia 2023  | Valle Aurina/Ahrntal   | Slalom      | Nicole Good           | Lisa Hörhager         | Doriane Escané       |
| 6.  | 16 grudnia 2023  | Valle Aurina/Ahrntal   | Slalom      | Doriane Escané        | Nicole Good           | Marion Chevrier      |
| 7.  | 20 grudnia 2023  | Passo San Pellegrino   | Zjazd       | Lisa Grill            | Emily Schöpf          | Nicol Delago         |
| 8.  | 21 grudnia 2023  | Passo San Pellegrino   | Zjazd       | Lisa Grill            | Emily Schöpf          | Sara Thaler          |
|     | 22 grudnia 2023  | Passo San Pellegrino   | Supergigant | Odwołano              | Odwołano              | Odwołano             |
| 9.  | 8 stycznia 2024  | Sestriere              | Gigant      | Doriane Escané        | Stefanie Grob         | Nina Astner          |
| 10. | 9 stycznia 2024  | Sestriere              | Gigant      | Doriane Escané        | Nina Astner           | Lara Della Mea       |
| 11. | 12 stycznia 2024 | Zell am See            | Slalom      | Dženifera Ģērmane     | Bianca Bakke Westhoff | Charlie Guest        |
| 12. | 13 stycznia 2024 | Zell am See            | Slalom      | Dženifera Ģērmane     | Bianca Bakke Westhoff | Clarisse Brèche      |
|     | 17 stycznia 2024 | Sankt Anton            | Zjazd       | Odwołano              | Odwołano              | Odwołano             |
|     | 18 stycznia 2024 | Sankt Anton            | Zjazd       | Odwołano              | Odwołano              | Odwołano             |
| 13. | 23 stycznia 2024 | Orcières Merlette 1850 | Zjazd       | Emily Schöpf          | Sara Thaler           | Nadine Kapfer        |
| 14. | 24 stycznia 2024 | Orcières Merlette 1850 | Zjazd       | Emily Schöpf          | Sara Thaler           | Garance Meyer        |
| 15. | 25 stycznia 2024 | Orcières Merlette 1850 | Supergigant | Vicky Bernardi        | Janine Schmitt        | Malorie Blanc        |
| 16. | 5 lutego 2024    | La Thuile              | Supergigant | Teresa Runggaldier    | Malorie Blanc         | Jasmina Suter        |
| 17. | 6 lutego 2024    | La Thuile              | Supergigant | Karen Clément         | Tricia Mangan         | Malorie Blanc        |
| 18  | 11 lutego 2024   | Crans-Montana          | Zjazd       | Karen Clément         | Ester Ledecká         | Nadine Fest          |
| 19. | 11 lutego 2024   | Crans-Montana          | Zjazd       | Elvedina Muzaferija   | Tricia Mangan         | Delia Durrer         |
| 20. | 21 lutego 2024   | Malbun                 | Slalom      | Leona Popović         | Charlie Guest         | Emilia Mondinelli    |
| 21. | 22 lutego 2024   | Malbun                 | Slalom      | Hanna Aronsson Elfman | Nicole Good           | Moa Boström Müssener |
|     | 24 lutego 2024   | Oberjoch               | Gigant      | Odwołano              | Odwołano              | Odwołano             |
|     | 25 lutego 2024   | Oberjoch               | Gigant      | Odwołano              | Odwołano              | Odwołano             |
| 22. | 29 lutego 2024   | Sarntal                | Supergigant | Asja Zenere           | Magdalena Egger       | Isabella Pedrazzi    |
|     | 1 marca 2024     | Sarntal                | Supergigant | Odwołano              | Odwołano              | Odwołano             |
| 23. | 10 marca 2024    | Ål                     | Gigant      | Ilaria Ghisalberti    | June Brand            | Marte Monsen         |
| 24. | 11 marca 2024    | Ål                     | Gigant      | Karen Clément         | Charlotte Lingg       | Fabiana Dorigo       |
| 25. | 13 marca 2024    | Norefjell              | Slalom      | Hanna Aronsson Elfman | Bianca Bakke Westhoff | Marie Lamure         |
| 26. | 14 marca 2024    | Norefjell              | Slalom      | Emilia Mondinelli     | Elena Stoffel         | Cornelia Öhlund      |
| 27. | 16 marca 2024    | Hafjell                | Slalom      | Elena Stoffel         | Bianca Bakke Westhoff | Kristin Lysdahl      |
| 28  | 17 marca 2024    | Hafjell                | Gigant      | Marte Monsen          | Lara Della Mea        | Ilaria Ghisalberti   |
| 29. | 21 marca 2024    | Kvitfjell              | Zjazd       | Nadia Delago          | Magdalena Egger       | Sara Thaler          |
| 30. | 22 marca 2024    | Kvitfjell              | Supergigant | Tifany Roux           | Magdalena Egger       | Nadia Delago         |

## Wyniki reprezentantek Polski

### Slalom
| Zawodniczka | Mayrhofen 10.12 | Valle Aurina/Ahrntal 15.12 | Valle Aurina/Ahrntal 16.12 | Zell am See 12.01 | Zell am See 13.01 | Malbun 21.02 | Malbun 22.02 | Norefjell 13.03 | Norefjell 14.03 | Hafjell 16.03 |
| --- | --------------- | -------------------------- | -------------------------- | ----------------- | ----------------- | ------------ | ------------ | --------------- | --------------- | ------------- |
| Daria Krajewska | dnq61           | dnf1                       | –                          | 40                | dnf1              | dnf1         | dnf2         | –               | –               | –             |
| 1-3 4-30 poniżej 30 dnf – Zawodniczka nie ukończyła przejazdu dns – Zawodniczka nie wystartowała dsq – Zawodniczka została zdyskwalifikowana dnq – Zawodniczka nie zakwalifikowała się do 2. przejazdu (liczba u góry oznacza miejsce zajęte w 1. przejeździe) 1/2 – Zawodniczka nie wystartowała, nie ukończyła lub została zdyskwalifikowana w 1./2. przejeździe |                 |                            |                            |                   |                   |              |              |                 |                 |               |

## Klasyfikacje
| Lp. | Zawodniczka           | Punkty |
| --- | --------------------- | ------ |
| 1.  | Janine Schmitt        | 552    |
| 2.  | Karen Clément         | 548    |
| 3.  | Emily Schöpf          | 531    |
| 4.  | Magdalena Egger       | 522    |
| 5.  | Bianca Bakke Westhoff | 494    |
| 6.  | Nicole Good           | 454    |
| 7.  | Doriane Escané        | 450    |
| 8.  | Stefanie Grob         | 436    |
| 9.  | Emilia Mondinelli     | 424    |
| 10. | Lara Della Mea        | 419    |

| Lp. | Zawodniczka         | Punkty |
| --- | ------------------- | ------ |
| 1.  | Emily Schöpf        | 452    |
| 2.  | Sara Thaler         | 368    |
| 3.  | Karen Clément       | 264    |
| 4.  | Magdalena Egger     | 255    |
| 5.  | Lisa Grill          | 200    |
| 6.  | Nadia Delago        | 195    |
| 6.  | Janine Schmitt      | 195    |
| 8.  | Anna Schilcher      | 154    |
| 9.  | Nadine Kapfer       | 139    |
| 10. | Elvedina Muzaferija | 136    |
| 10. | Nadine Fest         | 136    |

| Lp. | Zawodniczka     | Punkty |
| --- | --------------- | ------ |
| 1.  | Janine Schmitt  | 270    |
| 2.  | Magdalena Egger | 234    |
| 3.  | Vicky Bernardi  | 218    |
| 4.  | Malorie Blanc   | 216    |
| 5.  | Tifany Roux     | 193    |
| 6.  | Sara Allemand   | 178    |
| 7.  | Karen Clément   | 171    |
| 8.  | Tricia Mangan   | 169    |
| 9.  | Asja Zenere     | 160    |
| 10. | Anna Schilcher  | 151    |

| Lp. | Zawodniczka        | Punkty |
| --- | ------------------ | ------ |
| 1.  | Ilaria Ghisalberti | 330    |
| 2.  | Stefanie Grob      | 322    |
| 3.  | Lara Della Mea     | 287    |
| 4.  | Marte Monsen       | 275    |
| 5.  | Nina Astner        | 262    |
| 6.  | Lisa Nyberg        | 221    |
| 7.  | Selina Egloff      | 218    |
| 8.  | Doriane Escané     | 200    |
| 9.  | Fabiana Dorigo     | 195    |
| 10. | Liv Ceder          | 178    |

| Lp. | Zawodniczka           | Punkty |
| --- | --------------------- | ------ |
| 1.  | Bianca Bakke Westhoff | 456    |
| 2.  | Nicole Good           | 444    |
| 3.  | Emilia Mondinelli     | 415    |
| 4.  | Marion Chevrier       | 301    |
| 5.  | Moa Boström Müssener  | 285    |
| 6.  | Elena Stoffel         | 277    |
| 7.  | Marie Lamure          | 276    |
| 8.  | Charlie Guest         | 268    |
| 9.  | Doriane Escané        | 250    |
| 10. | Hanna Aronsson Elfman | 240    |

| Lp. | Państwo           | Punkty |
| --- | ----------------- | ------ |
| 1.  | Włochy            | 4469   |
| 2.  | Szwajcaria        | 4111   |
| 3.  | Austria           | 3474   |
| 4.  | Francja           | 3242   |
| 5.  | Norwegia          | 1411   |
| 6.  | Szwecja           | 1408   |
| 7.  | Niemcy            | 1008   |
| 8.  | Stany Zjednoczone | 714    |
| 9.  | Wielka Brytania   | 303    |
| 10. | Liechtenstein     | 246    |